# Max Euwe
Machgielis Euwe, detto Max (Watergraafsmeer, 20 maggio 1901 – Amsterdam, 26 novembre 1981), è stato uno scacchista e matematico olandese.
È stato il quinto campione del mondo (1935-1937) e il terzo presidente della FIDE (1970-1978). Giocò per i Paesi Bassi in sette Olimpiadi degli scacchi dal 1927 al 1962, nelle quali vinse una medaglia d'argento e una medaglia di bronzo.

## Biografia
Euwe studiò matematica all'Università di Amsterdam, laureandosi nel 1926. 
Insegnò la materia prima a Rotterdam e successivamente in un liceo femminile di Amsterdam. Pubblicò un'analisi matematica del gioco degli scacchi dal punto di vista dell'intuizionismo, nella quale dimostrò, usando la successione di Thue-Morse, che le regole allora correnti non escludevano la possibilità di partite infinite.
Fu presidente della FIDE dal 1970 sino al 1978. La sua presidenza fu caratterizzata dagli alti e bassi nei rapporti con l'Unione Sovietica, la quale riteneva di poter aver voce in capitolo nelle decisioni importanti, dal momento che contribuiva notevolmente al budget della FIDE e che i giocatori sovietici dominavano nettamente le classifiche mondiali.
Tra i conflitti con la federazione sovietica si possono citare:
- Gli eventi che portarono alla partecipazione di Fischer al mondiale contro Boris Spasskij, che terminò con la vittoria di Fischer, primo campione non sovietico dopo la seconda guerra mondiale. Euwe credeva che fosse importante per la reputazione del gioco che l'americano dovesse avere la possibilità di competere per il titolo il prima possibile e interpretò le regole in maniera molto flessibile per permettere a Fischer di partecipare al torneo dei candidati del 1971.
- La fuga dall'Unione Sovietica del grande maestro Gennadij Sosonko nel 1972. L'URSS chiese che Sosonko fosse trattato come una "non persona", escluso dagli scacchi competitivi, dalla televisione e da qualsiasi altra situazione che avrebbe potuto mettere in evidenza il suo abbandono dell'Unione Sovietica. Euwe rifiutò e, come contromisura, nessun giocatore sovietico partecipò all'edizione del 1974 dell'importante torneo di Wijk aan Zee, nei Paesi Bassi, poiché Sosonko vi era presente.
- Nel 1976 il pretendente al titolo mondiale Viktor Korčnoj richiese asilo politico nei Paesi Bassi. Pochi giorni prima, in una conversazione, Euwe disse a Korčnoj: «naturalmente lei riavrà tutti i suoi diritti». Successivamente si oppose agli sforzi sovietici per impedire a Korčnoj di sfidare Anatolij Karpov nel 1978.
- Sempre nel 1976 supportò la decisione della FIDE di tenere le Olimpiadi degli scacchi di quell'anno in Israele, che l'Unione Sovietica non riconosceva come nazione. Il Comitato Centrale del Partito Comunista dell'Unione Sovietica si attivò allora per cercare di costringere Euwe a dare le dimissioni dalla presidenza.

Morì nel 1981, all'età di 80 anni, per arresto cardiaco.

## Stile di gioco
Euwe era noto per il suo approccio logico e per la sua conoscenza delle aperture, alla cui teoria fornì notevoli contributi. Secondo il campione del mondo Aleksandr Alechin il grande maestro olandese sosteneva «senza grossi problemi varianti straordinariamente complesse», se pensava che la logica fosse dalla sua parte, ed era estremamente bravo a calcolarle. D'altra parte egli «a volte era privo della resistenza necessaria per tirarsi fuori da brutte posizioni». Gennadij Sosonko sostenne che la modestia di Euwe fosse un handicap ai massimi livelli (benché Euwe fosse ben conscio di quanto più forte fosse rispetto ai grandi maestri "ordinari"). Vladimir Kramnik dichiarò che Euwe anticipò l'enfasi di Botvinnik sulla preparazione tecnica; inoltre Euwe era sempre in ottima forma fisica, essendo uno sportivo
attivo.

## Carriera

### La prima parte della carriera
Dal 1921 al 1952 Euwe vinse ogni campionato olandese di scacchi cui prese parte, conseguendo un ulteriore titolo nel 1955: i suoi dodici successi sono tuttora un record. Gli unici altri vincitori in quel periodo furono Salo Landau nel 1936, quando Euwe allora campione del mondo non partecipò, e Jan Hein Donner nel 1954. Divenne campione del mondo amatoriale nel 1928, a L'Aia, con il punteggio di 12 su 15..
Dovendosi occupare del lavoro e della famiglia, Euwe poté dedicarsi agli scacchi giocati unicamente durante le vacanze; di conseguenza le sue possibilità per partecipare a competizioni internazionali di alto livello furono limitate. Egli però fece bene nei pochi tornei e incontri nei quali trovò il tempo di giocare dall'inizio degli anni '20 sino alla metà dei '30. Reuben Fine commentò: «I principali successi internazionali di Euwe sono venuti nella forma di sconfitte di misura». Queste Euwe le subì in incontri contro l'élite mondiale: Aleksandr Alechin (1926, 4,5 a 5,5), José Raúl Capablanca (1931, 4 a 6) e Rudolf Spielmann (1935, 4 a 6). Nel 1932 Euwe pareggiò un incontro contro Salo Flohr. 
La sua forza di gioco aumentò gradatamente e nel 1932 lui e Flohr erano considerati come i più credibili sfidanti al trono di Alechin, considerato anche che sembrava difficile che Capablanca ottenesse infine una rivincita dal russo.
Nel forte torneo di Zurigo 1934 Euwe si classificò 2º, preceduto soltanto dal campione del mondo Alechin, ma sconfiggendolo nello scontro diretto (unica sconfitta di Alechin nel torneo); un fatto notevole, poiché dal 1927 al 1935 Alechin perdette solo sei partite nei tornei.

### Campione del mondo
Il 15 dicembre 1935, dopo 30 partite giocate in 13 differenti città olandesi in un periodo di 80 giorni, Euwe sconfisse Alechin per 15,5 a 14,5 diventando il quinto campione mondiale di scacchi.
Nelle fasi iniziali dell'incontro Alechin si portò rapidamente in vantaggio di due punti, ma dalla tredicesima partita in avanti Euwe vinse il doppio delle partite del russo.
Questo fu il primo campionato del mondo nel quale i giocatori poterono usufruire dell'aiuto di secondi per analizzare le partite tra gli aggiornamenti.
La vittoria di Euwe fu una grande sorpresa ed è stata da alcuni attribuita ai problemi di Alechin con l'alcol. Ma Salo Florh, secondo di Euwe durante l'incontro, fece notare come la troppa sicurezza fosse stata per Alechin un problema maggiore dell'alcol e Alechin stesso disse che avrebbe vinto facilmente.
I campioni del mondo Vasilij Smyslov, Boris Spasskij, Anatolij Karpov e Garri Kasparov, analizzando l'incontro durante i loro studi, hanno concluso che Euwe meritò la vittoria e che la qualità delle partite era degna di un campionato mondiale.
Vladimir Borisovič Kramnik, anch'egli già campione del mondo, ha dichiarato che Euwe vinse la sfida del 1935 con pieno merito e che il risultato non fu influenzato dal bere di Alechin prima o durante l'incontro.
La vittoria di Euwe contribuì notevolmente alla popolarità degli scacchi in Olanda.
Le prestazioni di Euwe nell'importante torneo di Nottingham del 1936 e nel torneo AVRO del 1938 mostrarono come fosse un degno campione, benché non così dominante come chi lo aveva preceduto. Reuben Fine scrisse: «Nei due anni prima della rivincita, la forza di Euwe aumentò. Benché non potesse mai vantare la superiorità totale sui suoi rivali che avevano i suoi predecessori, non aveva superiori in quel periodo».
Euwe perse il titolo nella rivincita contro Alechin del 1937, nuovamente giocata nei Paesi Bassi, con il punteggio relativamente a senso unico di 9,5 a 15,5. Alechin smise di bere durante la sua preparazione all'incontro, anche se ricominciò successivamente. Il russo tornò al tipo di forma che aveva mostrato nel periodo 1927-1935, quando dominò il mondo degli scacchi. La sfida inizialmente fu equilibrata, ma il gioco di Euwe crollò verso la fine e perse quattro delle ultime cinque partite.. Fine, secondo di Euwe, attribuì il collasso alla tensione nervosa, forse aggravata dai tentativi di Euwe di mantenere un'apparenza serena.
Le due sfide mondiali contro Alechin rappresentano il cuore della carriera di Euwe. In totale i due giocarono 86 partite ufficiali tra il 1921 e il 1938, con Alechin in vantaggio per +26 -18 =35. Gran parte delle vittorie di Alechin giunsero all'inizio della serie, quando il russo aveva molta più esperienza. Se si considera che nella rivincita del 1937 il russo vinse di 6 punti, nel periodo 1925-1937 i risultati tra i due risultano molto vicini.

### Carriera successiva

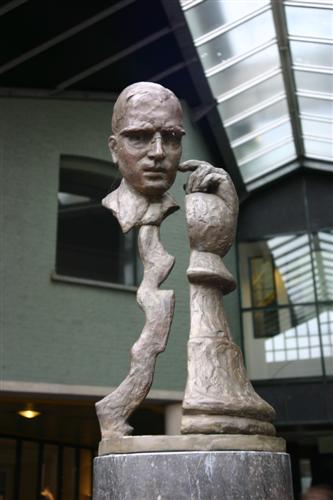
Max Euwe in una scultura di José Fijnaut

Euwe si piazzò 4º, a pari merito con Alechin e Reshevsky, nel torneo AVRO del 1938 nei Paesi Bassi, cui parteciparono gli otto giocatori più forti del mondo. Il torneo fu un tentativo, abortito a causa dello scatenarsi della seconda guerra mondiale, per decidere chi avrebbe dovuto sfidare Alechin per il titolo mondiale. Euwe ebbe un importante ruolo nell'organizzazione dell'evento..
Nel 1939-40 giocò un incontro contro Paul Keres, perdendolo per 6,5 a 7,5.
Dopo la morte di Alechin nel 1946, Euwe fu considerato da alcuni come il detentore morale del titolo di campione del mondo, basandosi almeno parzialmente sul suo 2º posto nel fortissimo torneo di Groninga 1946, alle spalle di Michail Botvinnik. Egli acconsentì invece a prendere parte ad un torneo a cinque giocatori che avrebbe dovuto designare il nuovo campione, il campionato del mondo di scacchi 1948. A 47 anni, di gran lunga il più anziano dei contendenti, e da molto tempo in declino, Euwe si classificò ultimo con 4 punti su 20.
Il suo ultimo impegno importante fu Il torneo dei candidati di Zurigo del 1953, in cui arrivò penultimo.
Nel 1957 Euwe giocò un breve incontro contro il quattordicenne Bobby Fischer, vincendo la prima partita e pareggiando la seconda. Giocò con Fischer un'unica altra volta, nel 1960, perdendo Vedi la partita. Riuscendo ad ottenere la parità nel bilancio degli incontri contro il grande campione statunitense.
Durante la propria carriera Euwe ha vinto 102 primi premi nei tornei cui prese parte. Partecipò a sette Olimpiadi degli scacchi in trentacinque anni, giocando sempre in prima scacchiera. Realizzò 10,5 su 15 a Londra 1927; 9,5 su 13 a Stoccolma 1937, ottenendo una medaglia di bronzo; 8 su 12 a Ragusa 1950; 7,5 su 13 ad Amsterdam 1954; 8,5 su 11 a Monaco di Baviera 1958, ottenendo una medaglia d'argento; 6,5 su 16 a Lipsia 1960 e infine 4 su 7 a Varna 1962. In totale realizzò il risultato di 54,5 punti su 87, pari al 62,6 %.

## Opere
Euwe ha scritto più di settanta libri di argomento scacchistico, di gran lunga più di qualsiasi altro campione del mondo. Alcuni tra i più conosciuti sono The Road to Chess Mastery, Judgement and Planning in chess, The Logical Approach to Chess e Strategy and Tactics in Chess Play. Il grande maestro ex sovietico Gennadij Sosonko
utilizzò Practical Chess Lessons di Euwe come libro di testo quando insegnava alla Casa dei pionieri di Leningrado e lo ha definito: «uno dei migliori libri di scacchi di tutti i tempi».
Si elencano di seguito le edizioni in lingua italiana delle sue opere:
- Trattato di scacchi, Mursia, 1976
- Il mediogioco (con Haije Kramer), vol. 1 - Gli elementi statici, Ediscere, 2005
- Il mediogioco (con Haije Kramer), vol. 2 - Gli elementi dinamici e soggettivi, Ediscere, 2014